# Aceruloplasminèmia
L'aceruloplasminèmia és una malaltia hereditària neurodegenerativa de caràcter autosòmic recessiu. S'associa a un trastorn metabòlic del ferro causat per mutacions en el gen de la ceruloplasmina (Cp), una abundant glicoproteïna que conté la majoria del coure que trobem en el plasma, i té un paper essencial per al metabolisme del ferro i és un enzim clau en l'homeòstasi tant d'aquest element com del coure.
Els símptomes de la malaltia apareixen amb l'edat i empitjoren amb el temps. El 1987, fou el Doctor Miyajima qui va descriure per primera vegada els símptomes d'aquesta malaltia en una dona de 52 anys i de nacionalitat Japonesa. Es calcula que la incidència de l'aceruloplasminèmia en aquest país és d'un cas per cada dos milions de naixements. L'aceruloplasminemia és una malaltia metabòlica autosòmica-recessiva caracteritzada per hemosiderosi conseqüència de mutacions al gen de la ceruloplasmina.

## Etiologia

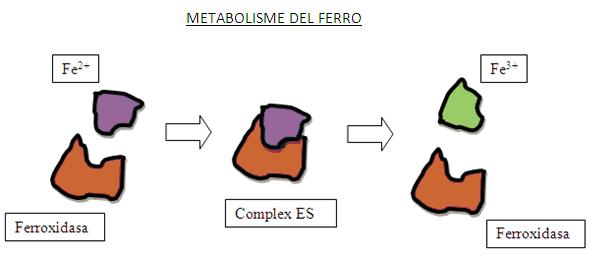
Transformació de ferro II en ió fèrric per l'acció de la ceruloplasmina/ferroxidasa

La ceruloplasmina, també anomenada ferroxidasa, és una α2 glicoproteïna composta de 1.046 aminoàcids, que es troba al sèrum i que s'encarrega del transport de coure per la circulació sanguínia (conté el 90% del coure present a la sang.
La ceruloplasmina té efectes antioxidants per a l'organisme i s'expressa en el sistema nerviós central. Les disfuncions en el gen Cp tenen com a conseqüència una completa falta d'activitat de la ceruloplasmina (popularment coneguda com a ferroxidasa) que altera el moviment del ferro des de les reserves intracel·lulars fins al plasma, i causa una sobrecàrrega d'aquest element al medi intracel·lular. Es produeix una acumulació gradual de ferro tant al cervell com a altres òrgans viscerals. Clínicament consisteix en l'aparició de malalties neurològiques, degeneració progressiva de la retina i diabetis mellitus.
El gen que la tradueix es troba localitzat al cromosoma 3q25. La Cp és sintetitzada principalment als hepatòcits en forma d'aceruloplasmina (inactiva) a la que s'incorpora el coure a nivell de l'aparell de Golgi per passar posteriorment a la sang en forma d'holoceruloplasmina (amb activitat enzimàtica). Tot i que la funció més important és la del transport de coure, aquesta proteïna també té funcions antioxidants, prevenint la peroxidació lipídica, i metabòliques. Al plasma sanguini, la ferroxidasa, transforma el ferro II (Fe2+) en ió fèrric (Fe3+) facilitant la unió del metall al seu transportador, la transferrina, que el durà fins al moll d'os on cooperarà en la síntesi de l'hemoglobina. A l'aceruloplasminemia, la mutació al gen de la Cp comporta una disminució de l'activitat ferroxidasa, de manera que Fe2+ no pot ser oxidat a Fe3+ i, per tant, no pot unir-se a la trasferrina ocasionant cúmuls de ferro a les cèl·lules i disminució del ferro sèric.

## Signes i símptomes
Abans dels 20 anys els malalts d'aceruloplasminèmia acostumen a ser asimptomàtics. A partir d'aquesta edat la tríada de símptomes principals és: degeneració de la retina, diabetis mellitus i certs trastorns neurològics. També és habitual la presència d'anèmia i en determinats casos la insuficiència cardíaca. Els malalts d'aceruloplasminèmia pateixen diabetis mellitus (DM) deguda al dany que causa l'acumulació de ferro a les cèl·lules beta del pàncrees. Aquestes cél·lules són les que produeixen insulina, una hormona que ajuda a controlar els nivells de glucosa en sang. A part d'això, l'acumulació de ferro als teixits i òrgans fa que hi hagi un dèficit d'aquest element a la sang, fet que comporta l'escassetat de glòbuls vermells, és a dir, anèmia. Els trastorns neurològics deguts a l'acumulació de ferro al cervell poden ser o bé trastorns del moviment com ara tremolors, corees, blefaroespasmes i problemes de coordinació (atàxia) o bé trastorns psicològics, que tendeixen a aparèixer en pacients de més de 50 anys, com ara depressions o disfuncions cognitives (demència). L'aceruloplasminèmia també provoca canvis en el teixit sensible a la llum de la part posterior de l'ull (la retina) que donen lloc a petites taques opaques i a àrees d'atròfia, però no afecten la visió.

## Diagnòstic
L'aceruloplasminèmia és un trastorn del metabolisme del ferro provocat per l'absència de ceruloplasmina per una mutació detectable en el gen que la codifica: el gen Cp. 

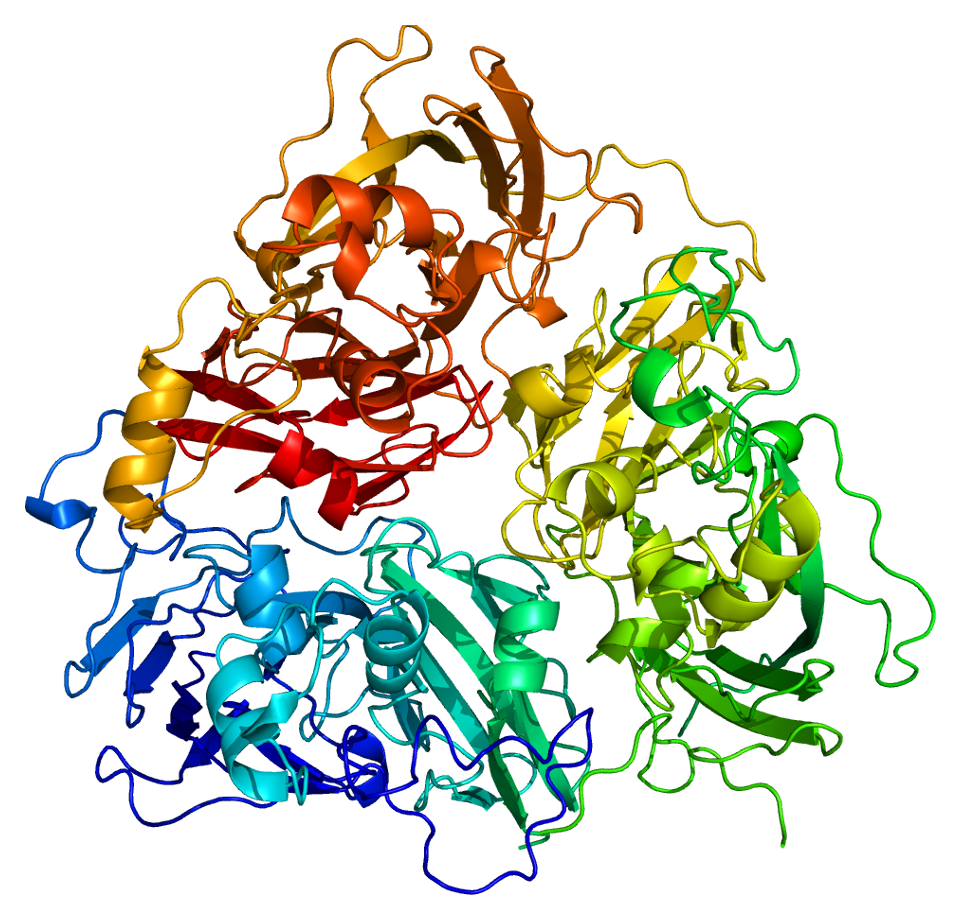
Ceruloplasmina

Per a diagnosticar aceruloplasminèmia a una persona que presenta els símptomes cal demostrar l'absència de ceruloplasmina sèrica. També cal que es doni alguna de les següents condicions per confirmar el diagnòstic: una baixa concentració sèrica de coure (menys del 10 µg/dL), una baixa concentració sèrica de ferro (menys del 45 µg/dL), una elevada concentració sèrica de ferritina (entre 850 i 4000 ng/mL) o un augment de concentració de ferro al fetge. Una altra prova fiable són les ressonàncies magnètiques. Les imatges que mostren una intensitat de senyal molt baixa al fetge i al cos estriat, el tàlem i el nucli dentat cerebral tant en T1 com en T2 indiquen una acumulació elevada de ferro i donen consistència al diagnòstic d'aceruloplasminèmia. A més a més, un elevat percentatge de malalts d'aceruloplasminèmia presenta degeneració de la retina. Amb una angiografia de fluorescència es poden observar defectes finestra que corresponen a les petites opacitats groguenques que forma la malaltia sobre la retina atrofiada, a l'epitel·li pigmentari. La diagnosi patològica permet detectar elevades concentracions de ferro en biòpsies de fetge, en cèl·lules beta dels illots de Langerhans, i a diverses zones cerebrals. L'aceruloplasminèmia no és l'única malaltia associada a un dèficit de ceruloplasmina, ja que aquest tret també és característic de trastorns metabòlics del coure com ara les malalties de Wilson i de Menkes. Els trastorns neurològics presents en l'aceruloplasminèmia també es donen en afectats per altres malalties com el Parkinson o el Huntington. Per això cal fer un bon diagnòstic diferencial.

## Tractament
L'aceruloplasminèmia es tracta mitjançant l'administració de quelats de ferro. En seria un exemple la deferoxamina, que disminueix la concentració de ferritina sèrica dels dipòsits de ferro al fetge i al cervell (generalment en astròcits) i així ajuda a rellentir l'aparició de símptomes neurològics i hepàtics als malalts. La deferoxamina administrada per via oral (VO) té una taxa d'absorció baixa i per això normalment s'utilitzen les vies intravenosa (IV), intramuscular (IM) o subcutània (SC). El tractament se sol administrar durant un període de sis a deu mesos al voltant d'un parell de cops a la setmana. Els malalts que presenten anèmia crònica del tipus talassèmia pateixen símptomes més intensos, ja que la concentració de ferro al seu organisme es veu agreujada per les transfusions de sang repetides que necessiten. Per tant, els cal un subministrament més freqüent de deferoxamina. La detecció precoç de l'aceruloplasminèmia és essencial per evitar possibles complicacions dels símptomes a causa d'un tractament erroni. El diagnòstic equivocat d'anèmia a un malalt d'aceruloplasminèmia i el consegüent tractament amb suplements de ferro acceleren l'acumulació d'aquest element als òrgans i teixits del pacient i, per tant, incrementen els danys a la retina, al cervell, al fetge... Els antioxidants (com la vitamina E) es solen utilitzar com a tractament complementari a la deferoxamina, ja que ajuden a evitar danys als teixits, sobretot al fetge. També existeixen alguns tractaments sota investigació, com ara l'administració oral de zinc o de D penicil·lina.